# Carlos Chía
Pour les articles homonymes, voir Chía.
Chía  Bermúdez est un nom espagnol. Le premier nom de famille, en général paternel, est Chía ; le second, en général maternel, souvent omis, est Bermúdez.
Luis Carlos Chía Bermúdez, né le 8 février 1997 à Soacha (Cundinamarca), est un coureur cycliste colombien.

## Biographie
En fin d'année 2018, il signe son premier contrat professionnel avec l'équipe Manzana Postobón.
Membre en début de saison 2022 de la formation Construcciones Zea El Faro Eléctrico, il se lie avec l'équipe SuperGiros-Alcaldía de Manizales au mois de mars, en vue de la Vuelta al Valle, dans laquelle trois étapes sont dévolues aux sprinteurs. Il remporte au sprint la deuxième étape. Plus tard dans la saison, il s'impose dans deux étapes de son Tour national, au terme de sprints massifs,.
Début mars 2023, Luis Carlos Chía annonce sa signature avec l'équipe continentale portugaise CC Loulé - Matdiver. Déclinant des propositions venant de Colombie, d'Équateur, de Chine ou de la formation mexicaine "Petrolike", il exauce son vœu d'avoir la possibilité d'affronter les meilleurs sur le circuit européen. Deux semaines plus tard, il remporte sa première victoire sur le sol européen en s'imposant dans le troisième étape du Tour d'Estrémadure, à l'issue d'un sprint massif.
Puis il rejoint la formation chinoise (non affiliée à l'UCI) SCOM - Taishantiyu pour la seconde partie de la saison. Il remporte de nombreuses victoires en Chine dont deux dans des épreuves UCI : la deuxième étape de la Trans-Himalaya Cycling Race et la dernière étape du Tour de Binzhou, épreuve qu'il achève à la deuxième place.
En fin de saison, sa formation annonce conserver dans son effectif Luis Carlos Chía. Celle-ci passe équipe continentale, sous le nom de Huansheng - SCOM - Taishan Sport. À l'issue de l'année, son bilan est de cinq victoires, ce qui convainc son équipe de le garder pour la saison 2025. Se détache particulièrement sa victoire dans l'ultime étape de la Trans-Himalaya Cycling Race, qui lui permet de finir l'épreuve UCI au troisième rang.

## Palmarès sur route

### Par année
- 2013
  - 2e du championnat de Colombie sur route cadets
- 2015
  - 1re étape du Tour de Colombie juniors
- 2019
  - 3e étape de la Clásica de Girardot
  - 5e étape du Clásico RCN
- 2020
  - 1re étape de la Clásica de Rionegro
- 2021
  - 2e étape du Tour de Colombie
  - 2e étape de la Vuelta al Tolima
  - 3e étape de la Clásica de Girardot
- 2022
  - 2e étape de la Vuelta al Valle
  - 1re et 3e étapes du Tour de Colombie
  - 2e et 3e étapes de la Clásica de Girardot
- 2023
  - 3e étape du Tour d'Estrémadure
  - 2e étape du Tour de Binzhou
  - 2e étape de la Trans-Himalaya Cycling Race
  - 2e du Tour de Binzhou
- 2024
  - 3e étape de la Trans-Himalaya Cycling Race
  - 2e étape du Tour Zhaotong
  - 3e de la Trans-Himalaya Cycling Race

### Classements mondiaux
| Année                                 | 2017  | 2018 | 2019  | 2020 | 2021  | 2022  | 2023  | 2024  |
| ------------------------------------- | ----- | ---- | ----- | ---- | ----- | ----- | ----- | ----- |
| Classement mondial                    | 2471e | nc   | 2674e | nc   | 1819e | 1675e | 1250e | 1370e |
| UCI America Tour                      | 378e  | nc   | 431e  | nc   | 300e  | 257e  | nc    | nc    |
|                                       |       |      |       |      |       |       |       |       |
| Légende : nc = non classéSource : UCI |       |      |       |      |       |       |       |       |

## Palmarès sur piste

### Championnats nationaux
- Juegos Nacionales Cali 2019
  -  Médaillé d'argent de l'omnium des XXI Juegos Deportivos Nacionales[14].